# 小雅羅斯拉韋茨
55°01′N 36°28′E / 55.017°N 36.467°E
小雅羅斯拉韋茨 （俄语：Малояросла́вец）是俄罗斯卡卢加州東北部的一个城市，距离州府卡卢加東北61公里，2002年人口31,606人。
建立於14世纪晚期，1776年建市。

## 友好城市
- 白俄羅斯鲍里索夫
- 義大利伊斯基亚
- 俄羅斯謝爾普霍夫
- 俄羅斯阿列克辛